# Тижукас (микрорегион)

Тижукас на карте.

Тижукас (порт. Microrregião de Tijucas) — микрорегион в Бразилии, входит в штат Санта-Катарина. Составная часть мезорегиона Гранди-Флорианополис. 
Население составляет 	91 907	 человек (на 2010 год). Площадь — 	2 133,040	 км². Плотность населения — 	43,09	 чел./км².

## Демография
Согласно сведениям, собранным в ходе переписи 2010 г. Национальным институтом географии и статистики (IBGE), население микрорегиона составляет:						
| Полное население                             | Полное население                             | Полное население                             | Полное население                             | 91 907 |
| -------------------------------------------- | -------------------------------------------- | -------------------------------------------- | -------------------------------------------- | ------ |
| в том числе:                                 | Городское население                          | 68 600                                       | Процент городского населения, %              | 74,64  |
|                                              | Сельское население                           | 23 307                                       | Процент сельского населения, %               | 25,36  |
|                                              | Мужское население                            | 46 525                                       | Процент мужского населения, %                | 50,62  |
|                                              | Женское население                            | 45 382                                       | Процент женского населения, %                | 49,38  |
| Плотность населения, чел/км²                 | Плотность населения, чел/км²                 | Плотность населения, чел/км²                 | Плотность населения, чел/км²                 | 43,09  |
| Население микрорегиона в % к населению штата | Население микрорегиона в % к населению штата | Население микрорегиона в % к населению штата | Население микрорегиона в % к населению штата | 1,47   |

## Статистика
- Валовой внутренний продукт на 2003 составляет 647 258 167,00 реалов (данные: Бразильский институт географии и статистики).
- Валовой внутренний продукт на душу населения на 2003 составляет 9007,80 реалов (данные: Бразильский институт географии и статистики).
- Индекс развития человеческого потенциала на 2000 составляет 0,813 (данные: Программа развития ООН).

## Состав микрорегиона
В составе микрорегиона включены следующие муниципалитеты:
1. Анжелина
2. Канелинья
3. Леоберту-Леал
4. Мажор-Жерсину
5. Нова-Тренту
6. Сан-Жуан-Батиста
7. Тижукас